# Madeleine Des Roches

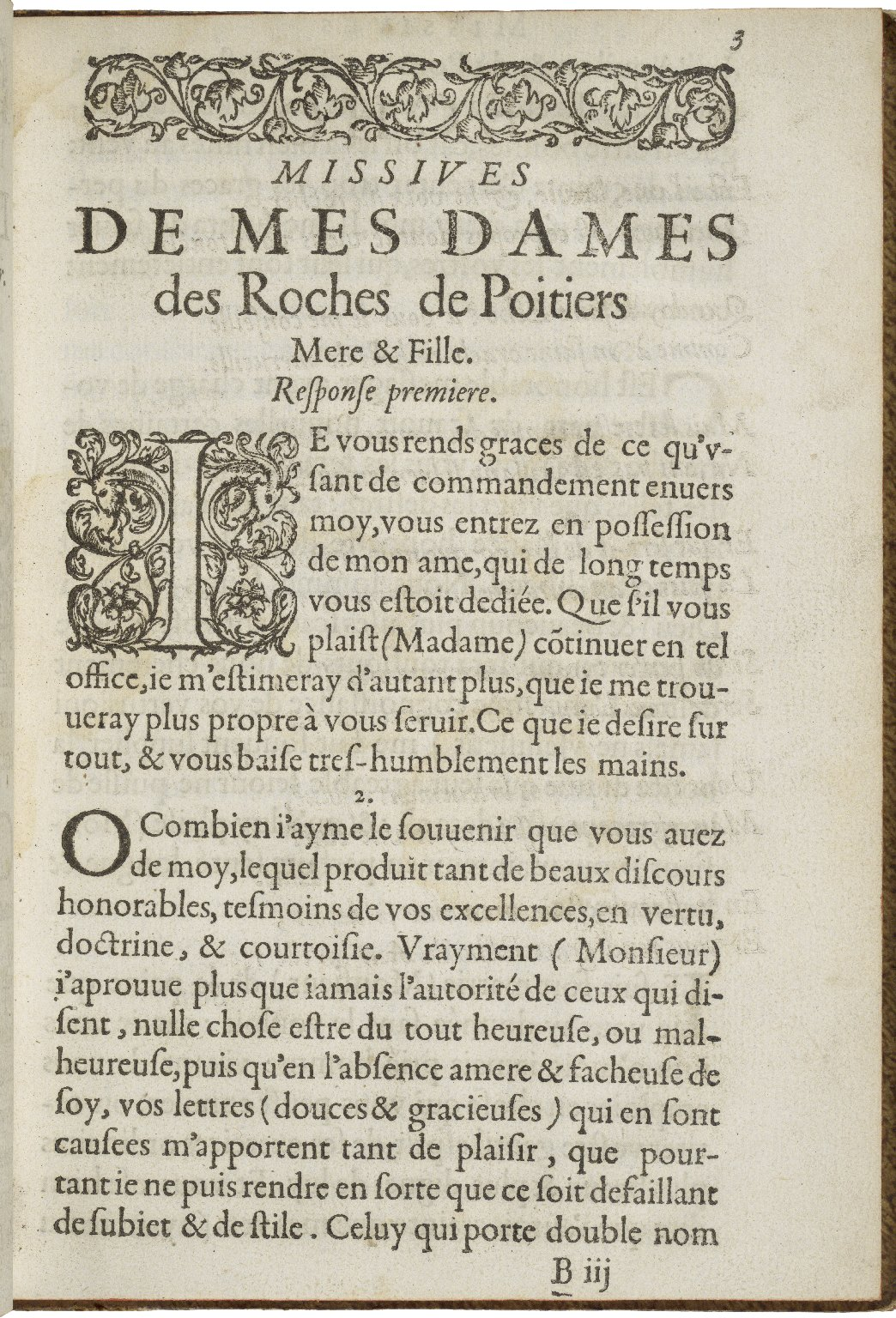
Erste Seite der Missives von 1586

Madeleine Des Roches, geb. Madeleine Neveu (* 1520 bei Châtellerault; † im Herbst 1587 in Poitiers) war eine französische Schriftstellerin und Salonnière. Sie und ihre Tochter Catherine Des Roches gehörten zu den angesehensten Frauen Frankreichs in der zweiten Hälfte des 16. Jahrhunderts.

## Leben
Etwa 1539 heiratete sie André Fradonnet, seigneur Des Roches, und bekam drei Kinder, von denen nur Catherine das Kindesalter überlebte. Früh verwitwet, heiratete sie 1550 François Eboissard, einen angesehenen Rechtsanwalt aus Poitiers, durch den sie Zugang zu den humanistisch gebildeten Kreisen der Stadt erlangte. Ab 1570 war sie, gemeinsam mit ihrer Tochter, Gastgeberin eines regelmäßigen, über die Grenzen der Stadt hinaus bekannten literarischen Salons. Zu ihren Gästen zählten beispielsweise Odet de Turnèbe, Barnabé Brisson, Claude Binet, Antoine Loysel, René Choppin, Nicolas Rapin, Scévole de Sainte-Marthe, Étienne Pasquier und Théodore Agrippa d’Aubigné. Die Gäste des Salons dichteten auch gemeinsam und veröffentlichten 1583 La Puce de Madame Des Roches (Der Floh der Madame Des Roches), eine Sammlung galant-komischer Verse.
Da ihre Tochter nie heiratete, lebten beide bis zu ihrem Tod zusammen. Sie starben, vermutlich am selben Tag, im Herbst 1587 an der Pest.

## Werk
Die Dames Des Roches, wie Mutter und Tochter genannt wurden, veröffentlichten zu Lebzeiten drei Werkausgaben ihrer Dichtungen:
- Les Œvres (Werke, 1578)
- Les Secondes Œvres (Zweite Werke, 1583)
- Les Missives (Briefe, 1586)

Sie verfassten Episteln, Oden, Sonette, Blasons, andere Gedichtformen sowie einige Dialoge in Vers- oder Prosaform. Ihre von der Dichtergruppe La Pléiade beeinflusste Dichtung ist geprägt von der Suche nach der eigenen Identität als Dichterinnen. Sie traten für einen besseren Zugang von Frauen zur Bildung ein und versuchten dies mit den gesellschaftlichen Erwartungen zu versöhnen.

## Quelle
- Julia Pieper: Des Roches, Madeleine (eigentl. M. Neveu). Des Roches, Catherine (eigentl. C. Fradonnet). In: Autorinnen Lexikon. Hrsgg. v. Ute Hechtfischer, Renate Hof, Inge Stephan und Flora Veit-Wild. Frankfurt/M. Suhrkamp 2002,  ISBN 3-518-39918-7, S. 126f.

| Personendaten    | Personendaten                                |
| ---------------- | -------------------------------------------- |
| NAME             | Des Roches, Madeleine                        |
| ALTERNATIVNAMEN  | Neveu, Madeleine (Geburtsname)               |
| KURZBESCHREIBUNG | französische Schriftstellerin und Salonnière |
| GEBURTSDATUM     | 1520                                         |
| GEBURTSORT       | bei Châtellerault                            |
| STERBEDATUM      | 1587                                         |
| STERBEORT        | Poitiers                                     |